# Thézy-Glimont

Thézy-Glimont este o comună în departamentul Somme, Franța. În 1 ianuarie 2022 avea o populație de 666 de locuitori.